# Ваду-Рошка
Ваду-Рошка (рум. Vadu Roșca) — село у повіті Вранча в Румунії. Входить до складу комуни Вултуру.
Село розташоване на відстані 170 км на північний схід від Бухареста, 21 км на схід від Фокшан, 50 км на північний захід від Галаца, 143 км на схід від Брашова.

## Населення
За даними перепису населення 2002 року у селі проживали 1170 осіб. Усі жителі села рідною мовою назвали румунську.
Національний склад населення села:
| Національність | Кількість осіб | Відсоток |
| -------------- | -------------- | -------- |
| румуни         | 1160           | 99,1%    |
| цигани         | 10             | 0,9%     |